# Guelph (circonscription fédérale)
Pour l’article homonyme, voir Guelph.
Pour la circonscription provinciale, voir Guelph (circonscription provinciale).
Circonscription électorale fédérale du Canada
Guelph est une circonscription électorale fédérale en Ontario.

## Géographie
La circonscription est située au sud de l'Ontario et se limite à la plus grande partie de la ville de Guelph.
La seule circonscription limitrophe est Wellington—Halton Hills dans laquelle la circonscription de Guelph est enclavée.

## Historique
La circonscription de Guelph est créée en 1976 avec des parties d'Halton—Wentworth, Wellington et Wellington—Grey. Abolie en 1987, elle est incorporée à Wellington—Grey. La circonscription est de nouveau créée en 2003 à partir des circonscriptions d'Halton—Wentworth, Wellington et Wellington–Grey.
Lors du redécoupage électoral de 2022-2023, elle perd, au profit de la circonscription de Wellington—Halton Hills, une partie de son territoire au sud et sud-est : la partie comprise à l'ouest de la route 6 de l'avenue College Ouest jusqu'au ruisseau Hanlon et la partie au sud de ce ruisseau et du chemin Arkell en passant par le chemin Edinburgh Sud et la rue Gordon.

## Députés
| Législature                                                     | Années        | Député             | Parti | Parti                     |
| --------------------------------------------------------------- | ------------- | ------------------ | ----- | ------------------------- |
| Guelph issue de Halton—Wentworth, Wellington et Wellington—Grey |               |                    |       |                           |
| 31e                                                             | 1979–1980     | Albert Fish        |       | Progressiste-conservateur |
| 32e                                                             | 1980–1984     | Jim Schroder       |       | Libéral                   |
| 33e                                                             | 1984–1988     | Bill Winegard      |       | Progressiste-conservateur |
| Guelph—Wellington                                               |               |                    |       |                           |
| 34e                                                             | 1988–1993     | Bill Winegard      |       | Progressiste-conservateur |
| 35e                                                             | 1993–1997     | Brenda Chamberlain |       | Libéral                   |
| 36e                                                             | 1997–2000     | Brenda Chamberlain |       | Libéral                   |
| 37e                                                             | 2000–2004     | Brenda Chamberlain |       | Libéral                   |
| Guelph                                                          |               |                    |       |                           |
| 38e                                                             | 2004–2006     | Brenda Chamberlain |       | Libéral                   |
| 39e                                                             | 2006–2008     | Brenda Chamberlain |       | Libéral                   |
| 40e                                                             | 2008–2011     | Frank Valeriote    |       | Libéral                   |
| 41e                                                             | 2011–2015     | Frank Valeriote    |       | Libéral                   |
| 42e                                                             | 2015–2019     | Lloyd Longfield    |       | Libéral                   |
| 43e                                                             | 2019–2021     | Lloyd Longfield    |       | Libéral                   |
| 44e                                                             | 2021–2025     | Lloyd Longfield    |       | Libéral                   |
| 45e                                                             | 2025–en cours | Dominique O'Rourke |       | Libéral                   |